# Can Ferrer Fàbrega
Can Ferrer Fàbrega és una casa de Camallera, al municipi de Saus, Camallera i Llampaies (Alt Empordà), inclosa a l'Inventari del Patrimoni Arquitectònic de Catalunya. Està situda dins del nucli urbà de la població de Camallera, a la part de ponent del terme, darrere l'església parroquial de Sant Bartomeu.

## Descripció
És un edifici aïllat de planta més o menys rectangular, amb la coberta de teula de dues vessants i distribuït en planta baixa i dos pisos. La façana principal, orientada a llevant, presenta dos portals d'accés a l'interior, el principal de mida més gran i d'arc de mig punt adovellat. L'altre portal és d'arc rebaixat també adovellat, tot i que les dovelles li proporcionen un emmarcament de mig punt. Al primer pis hi ha un gran balcó corregut amb la llosana motllurada sostinguda per quatre mènsules, al que li donen sortida dos finestrals rectangulars, un d'ells emmarcat amb carreus de pedra i l'altre amb l'emmarcament arrebossat. A la segona planta hi ha dos balcons exempts amb els finestrals de sortida rectangulars emmarcats en pedra. Al mig del parament, a la planta noble, destaca un carreu gravat amb la data 1683. La resta d'obertures de l'edifici són majoritàriament rectangulars, amb els emmarcaments de pedra o bé arrebossats. Tot i això, cal destacar una finestra geminada d'arc de mig punt situada a la façana sud i quatre badius de mig punt, amb barana d'obra inclosa, situats a la part superior de la façana de ponent. L'interior de l'edifici presenta, a la planta baixa, estances cobertes amb voltes de canó seguit de maó pla, la del vestíbul amb llunetes i un arc former. A la planta noble es conserven algunes de les voltes originals, de diverses formes.
La construcció està totalment arrebossada, llevat dels carreus de pedra desbastats de les cantonades de l'edifici.

## Història
Can Ferrer Fàbrega és una casa pairal del segle xvii. A l'altura del primer pis de la façana principal es pot apreciar la data del 1683 en un dels carreus. L'edifici ha experimentat diverses modificacions al llarg del temps, que han alterat la seva estructura original. La darrera reforma va tenir lloc vers el 1940.